# 淡竹
淡竹（学名：Phyllostachys glauca）为禾本科刚竹属下的一个种。

## 外部連結
- 竹茹 中藥材圖像數據庫  (香港浸會大學中醫藥學院) （中文）（英文）

## 扩展阅读
- 維基物種上的相關：淡竹